# Carl von Ochs
Carl Philipp Wilhelm von Ochs, né le 12 février 1794 à Waldau et mort le 9 décembre 1846 à Cassel, est un major-général de l'électorat de Hesse, homme politique et député.

## Biographie
Carl von Ochs est le fils du général de l'armée hessoise Adam Ludwig von Ochs (de) (1759-1823) et de son épouse Marie Sophie, née Schödde (1762-1811). Son frère, Ludwig (1804-1862), est lieutenant-colonel et plus tard député de la Hesse.

### Carrière militaire
Dès 1804, Ochs rejoint le bataillon de chasseurs de son père en tant que porte-étendard (enseigne), mais peut continuer de fréquenter le lycée de Cassel et de s'y distinguer. Après la Guerre de la IVe coalition perdue et la fin du landgraviat de Hesse-Cassel, le royaume de Westphalie napoléonien est proclamé le 15 novembre 1807. Ochs devint page et vient avec d'autres pages à l'institut des pages de Saint-Cloud puis retourne à l'école à Cassel.
En 1810, il est nommé premier page du roi Jérôme Bonaparte et en 1811 lieutenant-en-second de la garde royale de Westphalie. Il est affecté en 1812 dans la Grande Armée dans la campagne de Russie. Comme il le faisait depuis qu'il était enseigne, il tient également un journal intime détaillé. Il note que les pénuries d'approvisionnement sont de plus en plus apparentes dans cette campagne mal préparée. Le roi Jérôme se brouille avec les maréchaux Davout et Vandamme et retourne à Cassel. Mais sa garde de trois mille hommes demeure avec l'armée. Le général Junot devient le chef des troupes westphaliennes. Les Westphaliens ne participent pas à la bataille de Smolensk le 18 août, mais sont pris en embuscade le 19 et subissent de lourdes pertes. Ochs est légèrement blessé. Il perd son cheval à la bataille de la Moskova, reçoit une balle dans la poitrine et une dans le bras. L'armée westphalienne perd cinq cents hommes et deux mille cinq cents sont blessés.
Lors de la retraite, les quelque trois cents Westphaliens restants ne forment plus qu'un bataillon, dirigé par le général Adam Ludwig von Ochs. Lorsque les troupes atteignent Orcha, le général y trouve son fils gravement malade. Il réussit à traverser la Bérézina avec le blessé. Le 28 novembre 1812, les généraux von Ochs et von Hammerstein (de) atteignent avec environ cinquante officiers et une centaine de soldats le village de Tzembine, au nord de Borissov. Il y a aussi quatre-vingts chevaux de la cavalerie légère. À Kovno, les troupes perdent leurs chariots et le coffre de guerre et doivent ensuite se sauver à pied à travers le Memel gelé. À Thorn, le général von Ochs tombe malade de fièvre nerveuse et – alors que la ville est déjà attaquée – il est secouru par son fils. Le lieutenant von Ochs est décoré de l'ordre de la Couronne de Westphalie du roi Jérôme et de l'ordre de la légion d'Honneur de l'empereur Napoléon.
Au début de 1813, l'armée westphalienne est regroupée et Ochs rejoint le corps du général von Hammerstein. Ils retourne sur le terrain le 1er avril 1813. Au début de la campagne, Ochs est aide-de-camp du général Wolff et participe aux batailles de Nordhausen, Hoyerswerda, Luckau et Spremberg. Pendant l'armistice de Pleiswitz, il est envoyé au quartier général de Dresde, et après sa fin, il retourne au régiment. Ensuite Ochs combat à Großbeeren, Jüterbog, Wittenberg et Torgau. Lorsque les Prussiens réussissent le passage à Wartenburg, l'armée westphalienne doit se retirer en Saxe. Le manque de vivres et de matériel et les défaites démoralisent les Westphaliens. Il ne reste plus que soixante hommes et dix-huit officiers des chevau-légers, et quatre-vingts hommes et douze officiers des hussards. Les troupes participent à la bataille des Nations près de Leipzig, après quoi le groupe, réduit à quarante hommes et treize officiers, retourne à Cassel.
Après l'effondrement du royaume de Westphalie, Ochs rejoint l'armée électorale de Hesse (de) et est affecté à un régiment de hussards en tant que premier lieutenant. Le régiment participe à la campagne contre les armées napoléoniennes en 1814. Il atteint le Rhin le 2 mars 1814 et participe aux batailles pour les forteresses de Longwy, Thionville et Metz. La campagne se termine fin mars par la prise de Paris et l'entrée dans la capitale française.
Lors de la campagne d'été de 1815, Ochs est aide-de-camp du chef du régiment de hussards, le colonel Schäfer. Il se distingue dans la prise de la ville fortifiée de Charleville. Sur la place du marché, le général Laplanche doit remettre son épée au lieutenant von Ochs. Pour cela, Ochs reçoit l'ordre du Casque de fer (de).
Après la guerre, Ochs est transféré au Generalquartiermeister en 1818, puis aux hussards de la Garde puis à l'état-major de Cassel. Il devient également devenu membre du département général de la guerre. En 1829, il est promu major et nommé chef de section du IXe corps d'armée à la commission militaire de la Confédération germanique à Francfort-sur-le-Main. Le roi de Saxe décore Ochs de la croix de commandeur de l'ordre du Mérite civil. En 1833, il est élevé au grade de lieutenant-colonel au régiment des Gardes du Corps puis de nouveau à l'état-major. En outre Ochs est chef de la gendarmerie. En 1840, il devient colonel et en 1843, chef de l'état-major général de Hesse-Cassel. Il est décoré de la croix de commandeur de l'ordre du Lion d'or de IIe classe. En 1845, il est versé au 2e régiment de dragons, où en mars 1846 il est major-général. Par la suite, il se retrouve chef de l'état-major général. Sa santé se détériore lorsqu'il assiste en octobre 1846 à l'inspection des troupes du grand-duché de Bade et de la forteresse de Rastatt en tant que représentant plénipotentiaire de la Hesse-Cassel. Il reçoit à cette occasion l'ordre du Lion de Zaehringen.
Il meurt d'une maladie rénale après cinq semaines des souffrances.
Il a également été membre du parlement de l'État de Hesse de 1836 à 1844.

### Famille
Ochs épouse le 29 décembre 1836 à Jühnde la baronne Therese von Grote (de) (1812-1871),. Le couple a deux fils et trois filles dont:
- Adolf Eduard Georg (1839-1908), major de l'armée prussienne; il épouse en 1874 Marianne Engelharde von Nathusius (1847-1941)
- Elisa Charlotte Ottilie (1845-1913); elle épouse en 1868 Maximilian Schott von Schottenstein (1836-1917)
- Clara Emilie Nanny Lisette (1842-1853)
- Alfred Leopold Karl (1843-1880), premier lieutenant de l'armée prussienne au 16e régiment de hussards (de)

## Source de la traduction
- (de) Cet article est partiellement ou en totalité issu de l’article de Wikipédia en allemand intitulé « Carl von Ochs » (voir la liste des auteurs).